# Kristina Sandberg
Pour les articles homonymes, voir Sandberg.
Kristina Sandberg, née le 3 décembre 1971 à Sundsvall, en Suède, est une romancière suédoise. Elle a notamment remportée le prix August en 2014 et le prix Dobloug en 2016 pour ses écrits.

## Biographie
Kristina Sandberg naît à Sundsvall en 1971. Elle travaille comme psychologue et publie en 1997 son premier roman, I vattnet flyter man.
En 2010, elle publie le roman Att föda ett barn qui est le premier volume d'une série de trois romans qui narre le quotidien d'une femme au foyer suédoise dans le milieu du XXe siècle. Elle remporte notamment en 2014 le prix August avec le troisième tome de la série, Liv till varje pris.

## Œuvre
- I vattnet flyter man (1997)
- Insekternas sång (2000)
- Ta itu (2003)
- Att föda ett barn (2010)
- Sörja för de sina (2012)
- Liv till varje pris (2014)

## Prix et distinctions notables
- Prix Norrlands (sv) en 2008.
- Prix August en 2014 pour Liv till varje pris.
- Prix littéraire Svenska Dagbladets (sv) en 2014 pour Liv till varje pris.
- Prix Moa (sv) en 2014.
- Prix Dobloug en 2016.
- Prix Selma-Lagerlöf en 2019.